# CSS Kanawha Valley
CSS Kanawha Valley – parowiec rzeczny z napędem kołowym, będący na wyposażeniu CS Navy i wybudowany w Wheeling w 1860 r. Wówczas miasto było w stanie Wirginia. Od 1863 r. jest to Wirginia Zachodnia. Na początku wojny secesyjnej w Stanach Zjednoczonych okręt służył jako statek szpitalny. Na początku kwietnia 1862 roku, statek spłonął w bitwie o Wyspę nr 10.